# Хоригомэ, Юто
Юто Хоригомэ (яп. 堀米 雄斗 Хоригомэ Ю:то, род. 7 января 1999) — японский скейтбордист, двукратный олимпийский чемпион в дисциплине «стрит» (2020 и 2024), чемпион мира по скейтбордингу («стрит») среди мужчин 2021 года (Рим).

## Личная жизнь
Хоригомэ родился в Токио (Япония) и имеет двух младших братьев. Он начал кататься в токийском скейт-парке Murasaki Amazing Square, когда ему было семь лет. Кататься на скейтборде он научился у своего отца, бывшего уличного скейтбордиста. Хоригомэ впервые приехал в Соединённые Штаты в возрасте 14-ти лет и в конце концов переехал туда. С тех пор он участвует в многочисленных американских соревнованиях по скейтбордингу, таких как Tampa Am и Dew Tour.

## Личные награды
Хоригомэ был назван «Скейтбордистом года» на церемонии вручения наград Japan Action Sports Awards в 2017 году, а также в 2018.